# Para One
Pour les articles homonymes, voir Laubier.
 (août 2013).
Si vous disposez d'ouvrages ou d'articles de référence ou si vous connaissez des sites web de qualité traitant du thème abordé ici, merci de compléter l'article en donnant les références utiles à sa vérifiabilité et en les liant à la section « Notes et références ».
Jean-Baptiste de Laubier, dit Para One, est un DJ, compositeur et producteur français, né le 2 avril 1979 à Orléans. Il est le cofondateur du label de musique Marble aux côtés de Surkin et Bobmo.
Composant aussi pour le cinéma, signant parfois sous son vrai nom, il collabore notamment avec la réalisatrice Céline Sciamma. Il est aussi lui-même le réalisateur de plusieurs courts métrages et documentaires.

## Biographie
Né en 1979 à Orléans, Jean-Baptiste de Laubier déménage à Paris en 1983, puis à Chambéry en 1992.
En 1993, il commence à composer des instrumentaux et se fait surnommer « Paradox » avant de réduire le surnom à « Para ». Il intègre en 1995 le groupe de rap Expert en la Matière. À son retour à Paris en 1997, il soumet une maquette du groupe à Cut Killer, qui la place sur sa mixtape Freestyle volume 2. Il produit ensuite, entre 1998 et 2000, deux mixtapes Quality Streetz et des titres pour Tout simplement noir ou encore ATK, notamment Antilop Sa.
En 2001, il sort le EP Blue Rain sur Ablode Recordings.
Il rencontre TTC, le Klub des Loosers, La Caution et les Svinkels au début des années 2000. Il collabore avec TTC sur l'album Ceci n'est pas un disque.
Il co-produit en 2001 avec le Klub des Loosers le morceau Baise Les Gens. En 2002, il rejoint le projet L'Atelier et signe avec lui l'album Buffet des anciens élèves.
L'année suivante paraît le EP Beat Down ainsi qu'un EP aux côtés d'Iris, Sept, Lyricson et Flynt.
Para One enchaîne ensuite les collaborations, notamment avec TTC sur l'album Bâtards sensibles où il produit le titre Dans Le Club. Il forme avec Tacteel (ex-ATK) le duo FuckALoop.
Il sort son premier album solo Epiphanie le 6 juin 2006 sur le label Institubes.
Fin 2006, il participe à l'album de TTC, 3615 TTC, comme membre à part entière en tant que producteur aux côtés de Tacteel.
Son maxi, Dudun-dun, est remixé par l'Allemand Boys Noize, le groupe MSTRKRFT et le groupe de rock bordelais Adam Kesher.
Jean-Baptiste de Laubier suit à Paris des études de cinéma pour devenir ingénieur du son, puis monteur et finalement réalisateur, à 3iS puis à la Fémis. Il dépose en 1999 ses courts-métrages d'étudiant sur le perron de Chris Marker, qui lui répondra des années plus tard. Ils entament une correspondance. Marker projette Charlotte quelque part, un film que de Laubier réalise à La Fémis, dans le cadre d'une carte blanche à Chris Marker au Fresnoy en 2003.
En 2005, diplômé de la Fémis, il commence l'écriture de son premier long métrage. Il réalise en 2007 la bande originale du film de Céline Sciamma, Naissance des pieuvres, et apparaît comme acteur dans le film Lady Chatterley de Pascale Ferran.
Son moyen métrage de fin d'études, Cache ta joie, réalisé en 2005, obtient le prix du jury au festival du cinéma de Brive, ainsi que le prix des 20 ans de l'École de Barcelone au festival de San Sebastian.
En 2009, il réalise le court métrage It Was On Earth That I Knew Joy pour le label français Sixpack France. Le film est présenté à la galerie SCION de Los Angeles.
En 2010, il compose pour Alizée le titre Une fille difficile présent sur l'album Une enfant du siècle. Il renoue avec la production sur Sound Pellegrino avec l'EP Kiwi/Toadstool.
En mars 2011, consécutivement à la fermeture d'Institubes, il crée son propre label, Marble, avec Bobmo et Surkin.
En avril 2011, la chanson Always, composée avec Tacteel, apparaît dans le film Tomboy de Céline Sciamma. Always paraît en juillet 2011 sur l'EP Fair Enough sorti sur le label Fools Gold, contenant 5 morceaux des deux artistes. Toujours la même année, la marque française Sixpack France publie sur son label le disque Slice & Soda, projet alliant Para One et le chanteur américain San Serac.
Il produit le troisième album du groupe Birdy Nam Nam The Defiant Order sorti en septembre 2011, puis l'album Daddy I Don't Want To Get Married de Micky Green, aux côtés de Tahiti Boy, sorti en 2013.
En 2012 sort Passion, son troisième disque, chez Marble en licence avec Because Music.
Il réalise la bande originale du film de Céline Sciamma, Bande de filles qui fait l'ouverture de la Quinzaine des réalisateurs au festival de Cannes 2014.
En 2014 sort CLUB, un album de versions remodelées de ses précédents travaux, notamment de Passion.
Depuis 2014, il anime pendant deux heures sur Rinse France toutes les deux semaines une émission où il fait découvrir l'historique d'un genre musical (rap FR 90, Rap US 90, minimal, etc.). Il intervient également comme producteur pour le label Animal63, accompagnant de jeunes artistes comme Meryem Aboulouafa.
Le 20 octobre 2021 sort son premier long métrage, Spectre : Sanity, Madness & the Family. Il y explore ses influences musicales, essaye de lever les zones d’ombre sur son enfance et tente de découvrir le secret de son père. Le film est accompagné d'un album (Spectre, Machines of Loving Grace, sorti le 21 mai), d'une bande-originale et d'un live.

## Discographie

### Remixes
- 2003 : Animal Machine - Persona
- 2003 : Agoria - Spinach Girl
- 2004 : Krazy Baldhead - Revolution
- 2005 : Stacs Of Stamina - Mistake, Rewind, Repeat
- 2005 : Billy Crawford - 3 Wishes (Remix paru en 2011, non trouvable dans le commerce)
- 2006 : Ellen Allien - Down (Fuckaloop remix)
- 2006 : Bloc Party - The Prayer
- 2006 : Daft Punk - The Prime Time Of Your Life
- 2006 : MSTRKRFT - Work On You
- 2006 : Trabant - The One
- 2006 : Vegastar - Elle Blesse
- 2007 : Teki Latex - Disco Dance With You
- 2007 : Datarock - I Used To Dance With My Daddy
- 2007 : Boys Noize - My Head
- 2007 : Plaid - Kiddie Castle
- 2008 : Ayumi Hamasaki - Greatful Days
- 2008 : Guns 'n' Bombs - Riddle Of Steel
- 2009 : Tahiti Boy and the Palmtree Family - 1973
- 2009 : Boys Noize - Jeffer
- 2009 : Beethoven - 7e Symphonie : Allegretto
- 2009 : J.S. Bach - Ouverture de la Passion selon St Jean
- 2009 : W.A. Mozart - Offertoire du Requiem K626
- 2010 : Bart B More - Romane
- 2010 : Bot'Ox - Blue Steel (avec Tacteel)
- 2010 : Depressed Buttons - Ow
- 2010 : Canblaster - Clockworks (avec Teki Latex)
- 2011 : Drop The Lime - Hot As Hell
- 2011 : Arnaud Fleurent-Didier - France Culture
- 2011 : Hey Today! - Minor
- 2011 : Jupiter - Saké (avec Tacteel)
- 2011 : Shake Aletti - Work (avec Tacteel)
- 2011 : Noob - Powder (avec Teki Latex)
- 2011 : Justice - Audio Video Disco
- 2012 : Surkin - Silver Island
- 2013 : LOGO - Cardiocleptomania

### Autres morceaux
- 2006 : Les Abeilles (inclus dans la version japonaise de l'album Epiphanie)
- 2010 : Shot! (Live tool)
- 2011 : Gum
- 2011 : Panama (morceau "demo" enregistré en 2005 et diffusé sur internet)

## Filmographie

### Longs métrages

#### Compositeur

##### Cinéma
- 2007 : Naissance des pieuvres  de Céline Sciamma
- 2011 : Tomboy de Céline Sciamma
- 2014 : Bande de filles de Céline Sciamma
- 2018 : La Surface de réparation de Christophe Régin
- 2019 : Portrait de la jeune fille en feu de Céline Sciamma
- 2021 : Petite Maman de Céline Sciamma
- 2024 : Niki de Céline Sallette

##### Télévision
- 2021 : Mytho de Anne Berest et Fabrice Gobert
- 2023 : Tout va bien de Camille de Castelnau

#### Acteur
- 2006 : Lady Chatterley de Pascale Ferran : Duncan Forbes

#### Réalisateur
- 2021 : Spectre[5]

### Courts métrages

#### Compositeur
- 2005 : Teresa de Stéphane Raymond
- 2005 : Avant de disparaître (documentaire) de Joude Gorani
- 2006 : Mon trajet préféré de Deniz Gamze Ergüven
- 2006 : Cache ta joie de lui-même
- 2010 : La Fonte des glaces de Julien Lacheray et Stéphane Raymond

#### Réalisateur
- 1998 : Toujours
- 1999 : La Peur
- 2000 : Là-bas
- 2002 : Soleil couchant
- 2003 : Charlotte quelque part (documentaire)
- 2004 : Les Premières Communions
- 2004 : En attendant la neige (moyen métrage)
- 2006 : Cache ta joie
- 2007 : Hooligan Disco (One More Song) (documentaire)
- 2009 : It Was On Earth That I Knew Joy

## Distinctions
- Césars 2015 : nomination au César de la meilleure musique originale pour Bande de filles
- International Online Cinema Awards 2015 : nomination pour le prix Halfway de la meilleure bande originale pour Bande de filles
- Chlotrudis Awards 2016 : nomination au Chlotrudis Award de la meilleure utilisation de musique dans un film pour Bande de filles